# Repêchage d'entrée dans la LNH
Un repêchage d'entrée dans la LNH est un événement organisé chaque année au sein de la Ligue nationale de hockey, qui permet à des joueurs de hockey sur glace de ligues amateurs junior ou universitaire, ou des joueurs professionnels européens, de faire leur entrée dans les franchises de hockey sur glace professionnelles nord-américaines. Les repêchages d'entrée se déroulent généralement deux ou trois mois après la fin de la saison régulière.
L'ordre de sélection des joueurs par les franchises est établi selon une combinaison de tirage au sort et de résultats au cours de la saison régulière, dont le nombre de points accumulés durant la saison, la sélection ou non pour les séries éliminatoires, la participation aux finales de conférence ou à la finale de la coupe Stanley. Les règles qui définissent cet ordre de sélection des joueurs ont évolué au cours du temps, afin d'éviter que des franchises perdent volontairement des points au cours de la saison pour avoir les premiers choix de joueurs repêchés, tout en maintenant une certaine équité entre les franchises.
Les premiers repêchages de la Ligue nationale de hockey ont eu lieu à partir de 1963 et n'étaient à l'origine pas publics. Ils se déroulaient dans la ville de Montréal, au Québec, à l'hôtel Le Reine Elizabeth. Le terme consacré est, jusqu'au repêchage de 1978, celui de « repêchage amateur de la LNH ». Les repêchages sont devenus un événement en public à partir du repêchage de 1980 et ont été télévisés à partir de 1984.

## Liste des repêchages de la LNH
Ces tableaux récapitulent les éditions, endroits, dates des repêchages, ainsi que le nombre de sélections effectuées par année et le premier choix.

### Repêchages amateurs
| Année | Lieu                         | Ville            | Date           | Total | Premier choix                            |
| ----- | ---------------------------- | ---------------- | -------------- | ----- | ---------------------------------------- |
| 1963  | Hôtel Le Reine Élizabeth     | Montréal, Québec | 5 juin 1963    | 21    | Garry Monahan (Canadiens de Montréal)    |
| 1964  | Hôtel Le Reine Élizabeth     | Montréal, Québec | 11 juin 1964   | 24    | Claude Gauthier (Red Wings de Détroit)   |
| 1965  | Hôtel Le Reine Élizabeth     | Montréal, Québec | 27 avril 1965  | 11    | André Veilleux (Rangers de New York)     |
| 1966  | Hôtel Le Reine Élizabeth     | Montréal, Québec | 25 avril 1966  | 24    | Barry Gibbs (Bruins de Boston)           |
| 1967  | Hôtel Le Reine Élizabeth     | Montréal, Québec | 7 juillet 1967 | 18    | Rick Pagnutti (Kings de Los Angeles)     |
| 1968  | Hôtel Le Reine Élizabeth     | Montréal, Québec | 13 juin 1968   | 24    | Michel Plasse (Canadiens de Montréal)    |
| 1969  | Hôtel Le Reine Élizabeth     | Montréal, Québec | 12 juin 1969   | 84    | Rejean Houle (Canadiens de Montréal)     |
| 1970  | Hôtel Le Reine Élizabeth     | Montréal, Québec | 11 juin 1970   | 115   | Gilbert Perreault (Sabres de Buffalo)    |
| 1971  | Hôtel Le Reine Élizabeth     | Montréal, Québec | 10 juin 1971   | 117   | Guy Lafleur (Canadiens de Montréal)      |
| 1972  | Hôtel Le Reine Élizabeth     | Montréal, Québec | 8 juin 1972    | 152   | William Harris (Islanders de New York)   |
| 1973  | Hôtel Mont-Royal             | Montréal, Québec | 15 mai 1973    | 168   | Denis Potvin (Islanders de New York)     |
| 1974  | Bureaux de la LNH à Montréal | Montréal, Québec | 28 mai 1974    | 247   | Gregory Joly (Capitals de Washington)    |
| 1975  | Bureaux de la LNH à Montréal | Montréal, Québec | 3 juin 1975    | 217   | Melvin Bridgman (Flyers de Philadelphie) |
| 1976  | Bureaux de la LNH à Montréal | Montréal, Québec | 1er juin 1976  | 135   | Richard Green (Capitals de Washington)   |
| 1977  | Bureaux de la LNH à Montréal | Montréal, Québec | 14 juin 1977   | 185   | Dale McCourt (Red Wings de Détroit)      |
| 1978  | Hôtel Le Reine Élizabeth     | Montréal, Québec | 15 juin 1978   | 234   | Robert Smith (North Stars du Minnesota)  |

### Repêchages d'entrée
| Année | Lieu                          | Ville                           | Date                  | Total | Premier choix                                 |
| ----- | ----------------------------- | ------------------------------- | --------------------- | ----- | --------------------------------------------- |
| 1979  | Hôtel Le Reine Élizabeth      | Montréal, Québec                | 9 août 1979           | 126   | George Ramage (Rockies du Colorado)           |
| 1980  | Forum de Montréal             | Montréal, Québec                | 11 juin 1980          | 210   | Douglas Wickenheiser (Canadiens de Montréal)  |
| 1981  | Forum de Montréal             | Montréal, Québec                | 10 juin 1981          | 211   | Dale Hawerchuk (Jets de Winnipeg)             |
| 1982  | Forum de Montréal             | Montréal, Québec                | 9 juin 1982           | 252   | Gordon Kluzak (Bruins de Boston)              |
| 1983  | Forum de Montréal             | Montréal, Québec                | 8 juin 1983           | 242   | Brian Lawton (North Stars du Minnesota)       |
| 1984  | Forum de Montréal             | Montréal, Québec                | 9 juin 1984           | 250   | Mario Lemieux (Penguins de Pittsburgh)        |
| 1985  | Palais des congrès de Toronto | Toronto, Ontario                | 15 juin 1985          | 252   | Wendel Clark (Maple Leafs de Toronto)         |
| 1986  | Forum de Montréal             | Montréal, Québec                | 21 juin 1986          | 252   | Joseph Murphy (Red Wings de Détroit)          |
| 1987  | Joe Louis Arena               | Détroit, Michigan               | 13 juin 1987          | 252   | Pierre Turgeon (Sabres de Buffalo)            |
| 1988  | Forum de Montréal             | Montréal, Québec                | 11 juin 1988          | 252   | Michael Modano (North Stars du Minnesota)     |
| 1989  | Metropolitan Sports Center    | Bloomington, Minnesota          | 17 juin 1989          | 252   | Mats Sundin (Nordiques de Québec)             |
| 1990  | BC Place                      | Vancouver, Colombie-Britannique | 16 juin 1990          | 250   | Owen Nolan (Nordiques de Québec)              |
| 1991  | Buffalo Memorial Auditorium   | Buffalo, New York               | 22 juin 1991          | 264   | Eric Lindros (Nordiques de Québec)            |
| 1992  | Forum de Montréal             | Montréal, Québec                | 20 juin 1992          | 264   | Roman Hamrlík (Lightning de Tampa Bay)        |
| 1993  | Colisée de Québec             | Québec, Québec                  | 26 et 27 juin 1993    | 286   | Alexandre Daigle (Sénateurs d'Ottawa)         |
| 1994  | Hartford Civic Center         | Hartford, Connecticut           | 28 et 29 juin 1994    | 286   | Edward Jovanovski (Panthers de la Floride)    |
| 1995  | Edmonton Coliseum             | Edmonton, Alberta               | 8 juillet 1995        | 234   | Bryan Berard (Sénateurs d'Ottawa)             |
| 1996  | Kiel Center                   | Saint-Louis, Missouri           | 22 juin 1996          | 241   | Chris Phillips (Sénateurs d'Ottawa)           |
| 1997  | Civic Arena                   | Pittsburgh, Pennsylvanie        | 21 juin 1997          | 246   | Joseph Thornton (Bruins de Boston)            |
| 1998  | Marine Midland Arena          | Buffalo, New York               | 27 juin 1998          | 258   | Vincent Lecavalier (Lightning de Tampa Bay)   |
| 1999  | Fleet Center                  | Boston, Massachusetts           | 26 juin 1999          | 272   | Patrik Štefan (Thrashers d'Atlanta)           |
| 2000  | Canadian Airlines Saddledome  | Calgary, Alberta                | 24 et 25 juin 2000    | 293   | Richard DiPietro (Islanders de New York)      |
| 2001  | National Car Rental Center    | Sunrise, Floride                | 23 et 24 juin 2001    | 289   | Ilia Kovaltchouk (Thrashers d'Atlanta)        |
| 2002  | Centre Air Canada             | Toronto, Ontario                | 22 et 23 juin 2002    | 290   | Richard Nash (Blue Jackets de Columbus)       |
| 2003  | Gaylord Entertainment Center  | Nashville, Tennessee            | 21 et 22 juin 2003    | 292   | Marc-André Fleury (Penguins de Pittsburgh)    |
| 2004  | RBC Center                    | Raleigh, Caroline du Nord       | 26 et 27 juin 2004    | 291   | Aleksandr Ovetchkine (Capitals de Washington) |
| 2005  | Hôtel Westin                  | Ottawa, Ontario                 | 30 juillet 2005       | 230   | Sidney Crosby (Penguins de Pittsburgh)        |
| 2006  | General Motors Place          | Vancouver, Colombie-Britannique | 24 juin 2006          | 213   | Erik Johnson (Blues de Saint-Louis)           |
| 2007  | Nationwide Arena              | Columbus, Ohio                  | 22 et 23 juin 2007    | 211   | Patrick Kane (Blackhawks de Chicago)          |
| 2008  | Place Banque Scotia           | Ottawa, Ontario                 | 20 et 21 juin 2008    | 211   | Steven Stamkos (Lightning de Tampa Bay)       |
| 2009  | Centre Bell                   | Montréal, Québec                | 26 et 27 juin 2009    | 211   | John Tavares (Islanders de New York)          |
| 2010  | Staples Center                | Los Angeles, Californie         | 25 et 26 juin 2010    | 210   | Taylor Hall (Oilers d'Edmonton)               |
| 2011  | Xcel Energy Center            | Saint Paul, Minnesota           | 24 et 25 juin 2011    | 211   | Ryan Nugent-Hopkins (Oilers d'Edmonton)       |
| 2012  | Consol Energy Center          | Pittsburgh, Pennsylvanie        | 22 et 23 juin 2012    | 211   | Naïl Iakoupov (Oilers d'Edmonton)             |
| 2013  | Prudential Center             | Newark, New Jersey              | 30 juin 2013          | 211   | Nathan MacKinnon (Avalanche du Colorado)      |
| 2014  | Wells Fargo Center            | Philadelphie, Pennsylvanie      | 27 et 28 juin 2014    | 210   | Aaron Ekblad (Panthers de la Floride)         |
| 2015  | BB&T Center                   | Sunrise, Floride                | 26 et 27 juin 2015    | 211   | Connor McDavid (Oilers d'Edmonton)            |
| 2016  | First Niagara Center          | Buffalo, New York               | 24 et 25 juin 2016    | 211   | Auston Matthews (Maple Leafs de Toronto)      |
| 2017  | United Center                 | Chicago, Illinois               | 23 et 24 juin 2017    | 217   | Nico Hischier (Devils du New Jersey)          |
| 2018  | American Airlines Center      | Dallas, Texas                   | 22 et 23 juin 2018    | 217   | Rasmus Dahlin (Sabres de Buffalo)             |
| 2019  | Rogers Arena                  | Vancouver, Colombie-Britannique | 21 et 22 juin 2019    | 217   | Jack Hughes (Devils du New Jersey)            |
| 2020  | Studios NHL Network (en)      | Secaucus, New Jersey            | 6 et 7 octobre 2020   | 216   | Alexis Lafrenière (Rangers de New York)       |
| 2021  | Studios NHL Network           | Secaucus, New Jersey            | 23 et 24 juillet 2021 | 224   | Owen Power (Sabres de Buffalo)                |
| 2022  | Centre Bell                   | Montréal, Québec                | 7 et 8 juillet 2022   | 225   | Juraj Slafkovský (Canadiens de Montréal)      |
| 2023  | Bridgestone Arena             | Nashville, Tennessee            | 28 et 29 juin 2023    | 224   | Connor Bedard (Blackhawks de Chicago)         |
| 2024  | Sphere                        | Las Vegas, Nevada               | 28 et 29 juin 2024    | 225   | Macklin Celebrini (Sharks de San José)        |
| 2025  | Peacock Theater               | Los Angeles, Californie         | 27 et 28 juin 2025    | 224   | Matthew Schaefer (Islanders de New York)      |

## Sources